# Bokel (Pinneberg)
Bokel è un comune di 642 abitanti dello Schleswig-Holstein, in Germania.

Appartiene al circondario (Landkreis) di Pinneberg (targa PI) ed è parte della comunità amministrativa (Amt) di Hörnerkirchen.